# Robert D. Wilmot
Pour les articles homonymes, voir Wilmot.
Robert Duncan Wilmot, né le 17 juillet 1837 et mort le 7 janvier 1920, est un homme d'affaires et un homme politique canadien du Nouveau-Brunswick.

## Biographie
Robert Duncan Wilmot naît le 17 juillet 1837 à Liverpool, en Angleterre, où son père, Robert Duncan Wilmot, futur Président du Sénat du Canada et Lieutenant-gouverneur du Nouveau-Brunswick, développait les affaires de l'entreprise familiale d'exportation de bois du Nouveau-Brunswick vers l'Angleterre. Le jeune Wilmot retourne ensuite au Nouveau-Brunswick et suit des études à Saint-Jean et dans le Comté de Sunbury.
Il commence à s'intéresser à la politique en s'occupant d'affaires municipales et de comté puis essaye sans succès de se faire élire à l'Assemblée législative du Nouveau-Brunswick en 1886.
En revanche, il est élu l'année suivante député fédéral conservateur de la circonscription de Sunbury le 22 février 1887 puis réélu en 1891. Lorsque sa circonscription et celle de Queen's fusionnent pour former celle de Sunbury-Queen's, il est alors confronté à d'autres candidats et est battu deux fois en 1896. Il regagne toutefois son siège le 7 novembre 1900 et gagne à nouveau en 1904, mais est battu en 1908.
Robert Duncan Wilmot décède le 7 janvier 1920.